# William Mackinnon

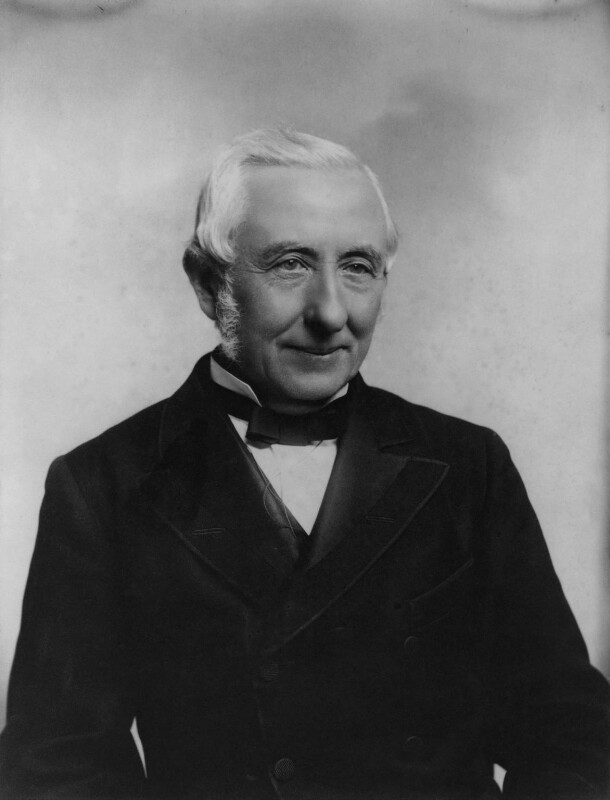
William Mackinnon

Sir William Mackinnon, 1st Baronet, född 13 mars 1823 i Campbeltown, död 22 juni 1893, var en skotsk skeppsägare och affärsman som byggde upp substantiella kommersiella intressen i Indien och Östafrika.
1856 grundade Mackinnon Calcutta and Burmah Steamship Navigation Company, som inledningsvis hade en ångare i sjöfart mellan Calcutta och Rangoon. Efter expansion döptes företaget 1862 om till British-India Steam Navigation Company, och kom att bli ett av världens största rederier. Mackinnons kontakter var till hjälp när Brittiska Östafrikanska Kompaniet bildades 1888, med Mackinnon som styrelseordförande.